# Pijevo življenje
Pijevo življenje (angleško Life of Pi) je koprodukcijski pustolovsko dramski film iz leta 2012, ki temelji na istoimenskem romanu Yanna Martela iz leta 2001. Režiral ga je Ang Lee po scenarju Davida Mageeja, v glavnih vlogah nastopajo Suraj Sharma, Irrfan Khan, Rafe Spall, Tabu, Adil Hussain in Gérard Depardieu. Zgodba prikazuje Indijca Pija, ki pripoveduje o svojem življenju ter kako je pri šestnajstih letih preživel brodolom in nato z bengalskim tigrom v reševalnem čolnu plul po Tihem oceanu. Posnet je bil v ameriško-britansko-kanadsko-avstralsko-tajvanski koprodukciji.
Film je bil premierno prikazan 28. septembra 2012 na Newyorškem filmskem festivalu, v ameriških kinematografih pa 21. novembra. Izkazal se je za veliko uspešnico z več kot 609 milijoni USD prihodkov. Na 85. podelitvi je bil nominiran za oskarja v enajstih kategorijah, tudi za najboljši film, prejel pa nagrade za najboljšo režijo, fotografijo, posebne učinke in izvirno glasbeno podlago. Nominiran je bil tudi za devet nagrad BAFTA, od katerih je osvojil nagradi za najboljše posebne učinke in fotografijo, ter tri zlate globuse, od katerih je bil nagrajen za izvirno glasbeno podlago.

## Vloge
- Suraj Sharma kot Piscine Molitor »Pi« Patel, star 16/17 let
  - Irrfan Khan kot Pi, odrasel
  - Gautam Belur kot Pi, star 5 let
  - Ayush Tandon kot Pi, star 11/12 let
- Rafe Spall kot pisatelj
- Tabu kot Gita Patel
- Adil Hussain kot Santosh Patel
- Ayan Khan kot Ravi Patel, star 7 let
  - Mohamed Abbas Khaleeli kot Ravi, star 13/14 let
  - Vibish Sivakumar kot Ravi, star 18/19 let
- Gérard Depardieu kot kuhar
- Wang Po-chieh kot mornar
- Jag Huang kot mornar
- Shravanthi Sainath kot Anandi
- Andrea Di Stefano kot duhovnik
- Elie Alouf kot Francis
- Padmini Priyadarshini kot Anandijina učiteljica plesa